# Anonim

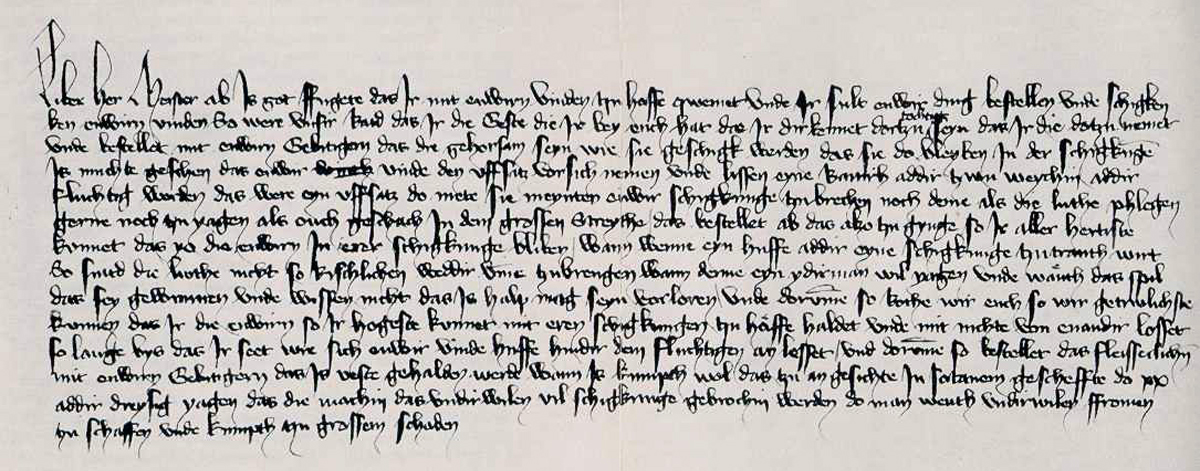
Anonimowy list

Anonim (gr. anonymos – „bezimienny”) – termin oznaczający nieznanego autora dzieła, jak również samo niepodpisane dzieło. W ujęciu bibliologicznym za anonim uważa się całkowity brak podpisu, który uniemożliwia rozpoznanie autora nawet poprzez porównanie do autorstwa innych dzieł. Nie jest nim więc osoba, która ukrywa się pod pseudonimem.
Pojęciem anonimu określa się również prywatnie adresowany list nieznanego autora, lub też list przeznaczony do wiadomości publicznej, którego autor również chce pozostać nieznany. W tym drugim przypadku przyczyną anonimowości autora może być głoszenie przez niego poglądów niepopularnych lub nawet niebezpiecznych dla niego, ale również może to być chęć wywołania publicznej dyskusji (lub udziału w niej) przez autora na tyle znanego, że zawarte w liście myśli mogłyby być nadinterpretowane przez czytelników poprzez pryzmat jego publicznie znanej postawy w danym temacie.